# 中島裕翔
中島裕翔（日語：／ Nakajima Yūto，1993年8月10日—）是日本偶像和模特兒，東京都町田市出身，血型A型，身高180cm，偶像團體Hey! Say! JUMP的一員，團內代表色為水藍色。
2004年3月28日加入傑尼斯事務所成為小傑尼斯，2007年11月14日隨Hey! Say! JUMP正式出道。

## 簡歷
2004年3月28日，10歲時因母親喜愛瀧澤秀明而私下遞交履歷，進而加入傑尼斯事務所。
2004年5月，與松本光平、伊野尾慧、有岡大貴三人組成J.J.Express初代。
2005年，首次參與由前輩木村拓哉主演的電視劇《飆風引擎》，其後亦參與《小小駕駛員 最後的夢》和《改造野豬妹》的拍攝。 
2006年，參與電視劇《戀上芭蕾》的拍攝。 同年，與神田憲征、森本龍太郎組成Tap Kids。
2007年4月，與山田涼介、知念侑李、有岡大貴、高木雄也組成限定組合Hey! Say! 7(元7)，8月1日發行單曲〈Hey! Say!〉。9月重新組成組合Hey! Say! JUMP成員之一，亦為弟組Hey! Say! 7成員。11月14日發行單曲〈Ultra Music Power〉正式CD出道。 
2008年，主演電視迷你劇集《老師真偉大》，而後主演電視劇《改造老師大作戰》。 
2012年，參演電視劇《理想的兒子》。2月17日，堀越高等學校畢業。 
2013年，參演電視劇《半澤直樹》。
2014年4月，參演同事務所前輩嵐・二宮和也主演的電視劇《即使弱小也能取勝》。7月初主演電視劇《水球不良少年》。
2015年參演冬月九《約會~戀愛究竟是什麼呢~》及SP。8月擔任第38屆“24小時電視 愛心救地球”主持人之一 。
2016年1月參演東山紀之主演東京電視台新春時代劇《信長燃燒》和主演NTV SP《芭蕾刑警》。1月9日初主演電影《粉與灰》公映，此電影亦於亞洲其他地區上映，亦入圍第20屆釜山國際影展“A Window on Asian Cinema單元”。7月主演翻拍自韓劇《未生》的富士日九《HOPE〜0期待的新入社員〜》。 
2017年1月7日主演電影《明天也有好吃的飯》日本公映 。4月參演NTV澤尻英龍華主演水十《成為母親》 。10月初次獲得Best-Jeanist一般選出部門（男性部門）一位，2018年第二次獲獎，2019年第三次獲獎並躋身殿堂級行列。
2018年10月參演織田裕二主演的電視劇《SUITS》，飾演一位過目不忘的無照律師。
2019年初主演舞台劇《WILD》。
2020年1月主演電視劇《我從何而來》，4月參演《SUITS》第二季，因疫情嚴峻暫停拍攝，6月重新開拍7月重新播出。
2021年主演舞台劇《溫蒂與彼得潘》，拍攝期間右肋骨骨折並帶傷公演約一個月，兩年後才公開提及此事。
2022年3月參演電視劇《小靜和爸爸》，7月主演電視劇《純愛不協和音》擔任音樂鋼琴老師，9月20日感染新型冠狀病毒。
2023年1月主演電視劇《大奧》，2月10日睽違6年主演電影《#Manhole》公映，入圍第73屆柏林國際影展"特別展映" ，亦在多個國家電影節中上映。7月25日《小靜和爸爸》因獲獎故地上波重新編輯放送。8月30日開設個人Instagram。

## 人物
- 家人有父母親和小六歲的弟弟中島來彌，黑色迷你臘腸犬TAMU和約克夏RAIDO，家庭感情良好，是個弟控，會跟家人一起去玩生存遊戲。
- 尊敬的前輩有瀧澤秀明、岡田准一、龜梨和也。
- 外型身材高挑，濃顏系，睫毛濃密，左半臉淚痣到脖子的痣可連成一線。笑容甜美，笑起來有月牙眼，小時候是菸嗓，變聲後變成少年奶音。
- 在外給人是好青年形象，在團裡是時常被戲弄且愛撒嬌弟弟的存在，保有單純調皮的童真天性，跟帥氣的外型有反差。
- 性格一開始較為較真不易開玩笑，成年後改善許多，本質溫柔體貼、為他人著想有禮貌，被誇獎容易害羞，有時情緒高漲會做出意想不到的行為。
- 作事認真且器用，在JUMParty中六回有五回勝利，學習新事物很快就上手，常有第四次就成功的定律。
- 愛好廣泛程度在傑尼斯中名列前茅，從小喜歡星際大戰及研究昆蟲，興趣有電影欣賞，其中擅長攝影、打鼓、騎馬、歌牌、滑步、踢踏舞、空手道、截拳道、卡利武術等，且熱愛的事物會鑽研到最深處。
- 家裡收藏的牛仔褲跟鞋子有一整櫃，相機有四十幾台，並有專用的防潮箱存放，喜歡幫成員拍照，PV及演唱會幕後現場也時常由中島拍攝，也曾負責在雜誌「duet」上拍攝照片的連載環節。
- 為了拓展戲路，本身有空手道底子，近年學了好幾種武術，2018開始自學英語，希望能到海外與外國人親自交流，在美國採訪到J·J·亞伯拉罕及星際大戰製作團隊，也有在海外走紅毯宣傳電影及團體的機會。
- 打鼓是因出道後受挫不想埋沒在人群裡進而培養的專長，有在別人身上打空氣鼓、無實物打節奏的習慣，越練越沉迷，與團內幾位擅長樂器的成員因此組成JUMP BAND擔任鼓手，曾說過「舞台上鼓總在最後方，是能看到所有成員跟觀眾的位置，看到大家就能感到安心。」除了擅長打鼓，還會彈吉他跟鋼琴，鋼琴是為了演《純愛不協和音》練的，結束之後依然有在持續練習，家裡已有這幾樣樂器的小型練習室。
- 喜歡「由窄門進入」這句話（出自馬太福音第7章第13節），比起簡單輕鬆的道路，走困難道路的人生對自己更好一點。
- 演唱會上會一個個照著粉絲扇子的指令做飯撒，因速度快動作流暢故有「飯撒機器」之稱，擅長捕捉鏡頭。
- 八乙女光為成員每人設計可愛角色九噗(9ぷぅ)中代表角色名叫Yusic(ゆうじっく)，自己的名字開頭yu加上喜歡的music變化而來，身穿桃紅上衣加藍色牛仔褲，帶著寫滿Y的耳機，拿著鼓和鼓棒，會用較高的聲音配音。
- 喜歡的食物有馬肉刺身、肝臟刺身、毛肚、辣拌鱈魚內臟、雞胗、雞翅、和菓子等，多數是大部分日本人不敢吃的。

## 演出作品
主演用粗體表示

### 電視劇
| 播出年份 | 播出日期                              | 電視台         | 戲劇名稱                                               | 角色                   | 備註                                       |
| 2005年   | 4月18日 - 6月27日                     | CX             | 飆風引擎                                               | 草間周平               | jr.時期出演                                |
| 2005年   | 8月27日                               | NTV            | 24小時電視「愛心救地球」特別劇 《小小駕駛員 最後的夢》 | 西田朋久（9 - 16歳時） | jr.時期出演                                |
| 2005年   | 10月15日 - 12月17日                   | NTV            | 野豬大改造                                             | 桐谷浩二               | jr.時期出演                                |
| 2006年   | 4月12日 - 6月21日                     | NTV            | 戀上芭蕾                                               | 倉橋遥生               | jr.時期出演                                |
| 2008年   | 4月12日                               | NTV            | 老師真偉大！SP                                         | 松木聰太               | 四位主演(山田涼介、知念侑李、有岡大貴)之一 |
| 2008年   | 10月11日 - 12月13日                   | NTV            | 改造老師大作戰                                         | 久坂秀三郎             | 四位主演(山田涼介、知念侑李、有岡大貴)之一 |
| 2012年   | 1月14日 - 3月17日                     | NTV            | 理想的兒子                                             | 小林浩司               |                                            |
| 2013年   | 1月16日 - 3月13日                     | NTV            | 合租屋的戀人                                           | 津山凪                 |                                            |
| 2013年   | 7月7日 - 8月11日                      | TBS            | 半澤直樹                                               | 中西英治               | 第一部：大阪篇（第一話～第五話）           |
| 2013年   | 10月19日、11月30日                    | NTV            | 東京下町古書店                                         | 増谷裕太               | 第二、八話                                 |
| 2014年   | 4月12日 - 6月21日                     | NTV            | 即使弱小也能取勝 青志老師和廢材高中球員的野心          | 白尾剛                 |                                            |
| 2014年   | 7月12日 - 9月20日                     | CX             | 水球不良少年                                           | 稻葉尚彌               | 主演                                       |
| 2015年   | 1月19日 - 3月23日                     | CX             | 約會～戀愛為何物～                                     | 鷲尾豐                 |                                            |
| 2015年   | 9月28日                               | CX             | 約會～戀愛為何物～2015夏 秘湯                          | 鷲尾豐                 |                                            |
| 2016年   | 1月2日                                | TX             | 新春時代劇『信長燃燒』                                 | 森蘭丸                 |                                            |
| 2016年   | 1月9日                                | NTV            | 芭蕾刑警                                               | 臼島胡桃               | 主演                                       |
| 2016年   | 7月17日－9月18日                      | CX             | HOPE〜0期待的新入社員〜                                | 一之瀨步               | 主演                                       |
| 2017年   | 4月12日 - 6月14日                     | NTV            | 成為母親                                               | 木野愁平               |                                            |
| 2018年   | 3月18日                               | TBS            | 99.9 -刑事專門律師- 2                                  | 久世亮平               | 客串 – 最終話                              |
| 2018年   | 10月8日 - 12月17日                    | CX             | SUITS                                                  | 鈴木大貴               |                                            |
| 2020年   | 1月9日 - 3月19日                      | TX             | 我從何而來                                             | 竹内薫                 | 主演（與間宮祥太朗雙主演）                 |
| 2020年   | 4月13日 - 4月20日、7月27日 - 10月19日 | CX             | SUITS 2                                                | 鈴木大貴               |                                            |
| 2022年   | 3月13日 - 5月1日                      | NHK BS Premium | 小靜和爸爸                                             | 道永圭一               |                                            |
| 2022年   | 7月14日 - 9月22日                     | CX             | 純愛不協和音                                           | 新田正樹               | 主演                                       |
| 2023年   | 1月10日、2月28日 - 3月14日            | NHK綜合        | 大奥「8代・德川吉宗×水野祐之進篇」                     | 水野祐之進             | 主演（第一、八〜十話）                     |
| 2023年   | 7月25日 - 9月12日                     | NHK綜合        | 小靜和爸爸                                             | 道永圭一               | 再編集版地上波放送                         |
| 2025年   | 1月20日 - 4月7日                      | KTV・CX        | 秘密〜THE TOP SECRET〜                                 | 青木一行 / 鈴木克洋    | 主演（與板垣李光人雙主演）                 |
| 2025年   | 2月23日 - 3月30日                     | WOWOW          | GOLD SUNSET                                            | 竹之内駿介             |                                            |

### 電影
| 年份   | 公映日期 | 電影名稱         | 出演角色             | 備註 |
| 2016年 | 1月9日   | 粉與灰（粉與灰） | 白木蓮吾（鈴木真吾） | 主演 |
| 2017年 | 1月7日   | 明天也有好吃的飯 | 葉山亮太             | 主演 |
| 2023年 | 2月10日  | ＃Manhole        | 川村俊介             | 主演 |
| 2025年 | 1月10日  | 366日(電影)      | 嘉陽田琉晴           |      |

### 網路電視劇
- 純愛不協和音 轉調〜空白的5年間〜（2022年8月18日、TVer）- 飾 新田正樹

### 音樂綜藝節目
- Ya-Ya-Yah（日语：Ya-Ya-yah (テレビ番組)）（テレビ東京）（2004年 - 2007年）
- THE少年俱樂部（日语：ザ少年倶楽部）（NHK）（2004年 - 2014年3月、NHK BS2・BShi）- jr.時期、出道後出演及擔任主持人
- YOUたち！（日语：YOUたち！）（日本電視台）（2006年10月8日 - 2007年9月30日）
- 百識王（日语：百識〜百で知るひとつの知識〜）（富士テレビ）（2006年10月 - 2008年3月）※準常規演出
- 平成Families（日语：爆笑100分テレビ!平成ファミリーズ）（日本電視台）（2007年10月7日 - 2008年3月30日）- 飾 平成裕翔(長男)
- 時空間☆世代バトル 昭和×平成 SHOWはHey! Say!（日语：時空間☆世代バトル 昭和×平成 SHOWはHey! Say!）（日本電視台）（2008年4月6日 - 2009年3月29日）
- ヤンヤンJUMP（日语：ヤンヤンJUMP）（東京電視台、2011年4月16日 - 2013年6月30日）
- 「リトルトーキョーライブ～みんなで作るいっぱいいっぱい生放送～」（日语：トーキョーライブ22時）（2014年10月8日每週三）- 和Johnny's WEST隔週輪流擔任主持
  - 後改為リトルトーキョーライフ（日语：リトルトーキョーライフ）（2015年7月1日 - 2019年9月26日、東京電視台）
- 攻頂HighJump（日语：いただきハイジャンプ）（初回2014年12月29日 25:00 - 26:00，第二彈2015年6月10日 25:35 - 26:35, 並於節目錄製時宣布正規化，2015年7月8日 - 2024年3月30日、富士電視台）
- いたジャン!（日语：いたジャン!）（2024年6月4日 - 、富士電視台）

### 其他節目
- まるごと STAR WARS[13]（2015年5月4日、NHK綜合）
  - まるごと STAR WARS〜いよいよ完結スペシャル〜[14]（2020年1月10日、NHK綜合）

### 廣告
- Benesse「進研ゼミ中学準備講座」（2005年）
- 日本生命保険相互会社「みらいのカタチ 20's」（2014年）
- AOKI「フレッシャーズ 応援スーツフェア」[15]（2015年）
- パーソルテンプスタッフ[16][17]（2019年7月 - ）
  - 「気になる」「さすが!」（2019年7月）
  - 「事務のやりがい」「派遣で充実ライフ」（2020年2月）
  - 「ピンクの糸」「感謝」（2021年3月）
  - 「はたらき方、いろいろ。」（2021年10月）
  - 「はたらき方、いろいろ。」ダンス・バンド・応援団（2022年10月）
  - 「満足度No.1」仕事探し・仕事のお悩み（2025年1月）
- 玉屋「MISCH MASCH」[18]（2021年6月 - ）
- ニップン[19][20]（2021年10月 - ）
  - 「オーマイプレミアム」（2021年10月 - ）
  - 「よくばりシリーズ」御膳・プレート（2022年10月 - ）

### 舞台劇
- 2005年 Endless SHOCK（2005年1月8日 - 2月28日）
- 2006年 Dream Boys - 飾 渋谷昴（關西傑尼斯8）的弟弟
- 2006年 瀧澤演舞城（2006年3月7日 - 4月25日）
  - 2007年 瀧澤演舞城2007（2007年7月3日 - 29日）
- 2006年 One!-the history of Tackey-（2006年9月5日 - 9月28日、日生劇場）
- 2012年 JOHNNYS' WORLD-ジャ二ーズ・ワールド-（2012年11月10日 - 2013年1月27日、帝國劇場）
- 2019年 WILD（2019年4月28日 - 5月25日、東京グローブ座 / 6月2日 - 5日、シアター・ドラマシティ）飾 アンドリュー
- 2021年 ウェンディ&ピーターパン 溫蒂與彼得潘（2021年8月13日 - 9月5日、Bunkamuraオーチャードホール）主演・彼得潘（與黑木華雙主演）
- 2023年 ひげよ、さらば（日语：ひげよさらば#舞台）（2023年9月9日 - 30日、東京PARCO劇場 / 10月4日 - 9日、大阪Cool Japan Park Osaka WW Hall）主演・ヨゴロウザ
- 2025年 みんな鳥になって（2025年6月28日-7月21日[東京都]世田谷パブリックシアター/2025年7月25日-7月27日[兵庫県] 兵庫県立芸術文化センター 阪急 中ホール/[愛知県] 東海市芸術劇場 大ホール2025年8月1日-8月3日/[岡山県] 岡山芸術創造劇場 ハレノワ 大劇場2025年8月8日-8月10日/[福岡県] Ｊ:ＣＯＭ北九州芸術劇場 大ホール2025年8月15日-8月17日）

### 廣播
- Hey! Say! 7 Ultra Power（2008年9月29日 - 2015年9月24日）文化放送『レコメン!』内）- Hey! Say! 7（成員每週兩人輪替）
- Hey!Say!7 Ultra JUMP（2015年10月1日 - 2024年3月25日）文化放送『レコメン』内）- Hey! Say! 7（成員每週輪替）
- Blue Ocean（2023年5月29日）

### 音樂錄影帶
僅列出個人出演，團體出演請參照Hey! Say! JUMP
- TOKIO -「自分のために」PV演出（2004年）
- 修二與彰 -「青春amigo」PV伴舞（2005年）

### 戲劇電影錄影帶
| 發售日期       | 碟名                                          | 版本備註 |
| 2005年10月7日  | 飆風引擎                                      | DVD      |
| 2006年4月5日   | 野豬大改造                                    | DVD      |
| 2020年12月23日 | 野豬大改造                                    | BD新版   |
| 2006年9月24日  | 戀上芭蕾                                      | DVD      |
| 2009年4月22日  | 改造老師大作戰                                | DVD      |
| 2012年7月18日  | 理想的兒子                                    | DVD/BD   |
| 2013年7月10日  | 合租屋的戀人                                  | DVD/BD   |
| 2013年12月26日 | 半澤直樹                                      | DVD/BD   |
| 2014年4月23日  | 東京下町古書店                                | DVD/BD   |
| 2014年12月10日 | 即使弱小也能取勝 青志老師和廢材高中球員的野心 | DVD/BD   |
| 2015年2月4日   | 水球不良少年                                  | DVD/BD   |
| 2015年6月17日  | 約會～戀愛為何物～                            | DVD/BD   |
| 2016年4月6日   | 芭蕾刑警                                      | DVD      |
| 2016年7月8日   | 粉與灰                                        | DVD/BD   |
| 2017年3月1日   | HOPE〜0期待的新入社員〜                       | DVD/BD   |
| 2017年7月12日  | 明天也有好吃的飯                              | DVD/BD   |
| 2017年10月11日 | 成為母親                                      | DVD/BD   |
| 2018年8月24日  | 99.9 -刑事專門律師-2                          | DVD/BD   |
| 2020年7月29日  | 我從何而來                                    | DVD/BD   |
| 2022年9月22日  | 小靜和爸爸                                    | DVD/BD   |
| 2023年8月4日   | #マンホール                                   | DVD/BD   |
| 2023年8月18日  | 大奧                                          | DVD/BD   |
| 2025年6月25日  | 366日                                         | DVD/BD   |

### 雜誌
| 年份                       | 雜誌                                             | 備註       |
| 2012年8月號 - 2017年3月號  | FINEBOYS                                         | 專屬模特兒 |
| 2017年6月號－              | MEN'S NON-NO                                     | 專屬模特兒 |
| 2013年7月號 - 2022年12月號 | DUeT「Vrai Visage de JUMP」                      | 雑誌連載   |
| 2024年8月10日 -            | MEN'S NON-NO WEB「GAROU （页面存档备份，存于）」 | WEB連載    |

### 大型活動
| 年份 | 活動名稱                      | 舉行地點   | 備註                       |
| 2015 | 第20屆釜山國際影展            | 韓國釜山   | 與菅田將暉及行定勲共同出席 |
| 2019 | STAR WARS：天行者的崛起首映會 | 美國洛杉磯 |                            |
| 2023 | 第73屆柏林國際影展            | 德國柏林   | 與熊切和嘉共同出席         |

## 音樂活動
團體部分可參照Hey! Say! JUMP及Hey! Say! 7

### Solo曲
- D.N.A（2006）
- 麗しいのBad Girl（2007）
- Glorious（2008）
- Waiting for the rain（2018年收錄於專輯《SENSE or LOVE》〈初回限定盤〉）

### Unit曲
- Higher（2007年 - 與岡本圭人及高木雄也）
- YOU&YOU（2009年 - 與知念侑李）
- Super Super Night/ナイトスタイルピーポー（2014年收錄於專輯《smart》〈通常盤初回プレス盤〉－ 與知念侑李&藪宏太）
- ペットショップラブモーション（2015年收錄於專輯《JUMPing CAR》〈初回限定盤2〉－ 與知念侑李&伊野尾慧&高木雄也）
- Mr. Flawless（2016年收錄於專輯《DEAR.》〈初回限定盤2〉－ 與高木雄也&藪宏太）
- トレンディーラブ#REIWA（2019年收錄於單曲《ファンファーレ!》〈初回限定盤1〉－ 與高木雄也）

### 作詞
- Dash!!（2010年收錄於專輯《JUMP NO.1》）

### 貼劇主題曲
- 真夜中のシャドーボーイ[Live]－改造老師大作戰（2008年收錄於單曲《午夜的影子男孩》）
- SUPER DELICATE[MV]－理想的兒子（2012年收錄於單曲《SUPER DELICATE》）
- 明日へのYELL[MV] （页面存档备份，存于）－水球不良少年（2014年收錄於單曲《Weekender/向明天的YELL》）
- I am[MV] （页面存档备份，存于）－我從何而來（日语：僕はどこから）（2020年收錄於單曲《I am/Muah Muah（日语：I am/Muah Muah）》）
- Fate or Destiny[MV] （页面存档备份，存于）－純愛不協和音（2022年收錄於專輯《FILMUSIC!（日语：FILMUSIC!）》）

### CD單曲
0. Hey! Say!（Hey! Say! 7 (期間限定組合)）
1. Ultra Music Power（Hey! Say! JUMP）
2. Dreams come true（Hey! Say! JUMP]]）
3. Your Seed/冒険ライダー（Hey! Say! JUMP）
4. 真夜中のシャドーボーイ（Hey! Say! JUMP）
5. 瞳のスクリーン（Hey! Say! JUMP）
6. 「ありがとう」～世界のどこにいても～（Hey! Say! JUMP）
7. Over（Hey! Say! JUMP）
8. Magic Power（Hey! Say! JUMP）
9. SUPER DELICATE（Hey! Say! JUMP）
10. Come On A My House（Hey! Say! JUMP）
11. Ride With Me（Hey! Say! JUMP）
12. AinoArika/愛すればもっとハッピーライフ（Hey! Say! JUMP）
13. ウィークエンダー/明日へのYELL（Hey! Say! JUMP）
14. Chau#/我 I Need You（Hey! Say! JUMP）
15. キミアトラクション（Hey! Say! JUMP）
16. 真剣SUNSHINE（Hey! Say! JUMP）
17. Fantastic Time（Hey! Say! JUMP）
18. Give Me Love（Hey! Say! JUMP）
19. OVER THE TOP（Hey! Say! JUMP）
20. Precious Girl/Are You There?（Hey! Say! JUMP）
21. White Love（Hey! Say! JUMP）
22. マエヲムケ（Hey! Say! JUMP）
23. COSMIC☆HUMAN（Hey! Say! JUMP）
24. Lucky-Unlucky/Oh! my darling（Hey! Say! JUMP）
25. ファンファーレ!（Hey! Say! JUMP）
26. I am/Muah Muah（Hey! Say! JUMP）
27. Last Mermaid...（Hey! Say! JUMP）
28. Your Song（Hey! Say! JUMP）
29. ネガティブファイター（Hey! Say! JUMP）
30. 群青ランナウェイ（Hey! Say! JUMP）
31. Sing-along（Hey! Say! JUMP）
32. area/恋をするんだ/春玄鳥（Hey! Say! JUMP）
33. DEAR MY LOVER/ウラオモテ（Hey! Say! JUMP）
34. UMP（Hey! Say! JUMP）

### DVD單曲
- 愛だけがすべて -What do you want?-（日语：愛だけがすべて -What do you want?-）（Hey! Say! JUMP）

### 專輯
- JUMP NO.1（Hey! Say! JUMP）2010年7月7日發售
- JUMP WORLD（Hey! Say! JUMP）2012年6月6日發售
- smart（Hey! Say! JUMP）2014年6月18日發售
- JUMPing CAR（Hey! Say! JUMP）2015年6月24日發售
- DEAR.（Hey! Say! JUMP）2016年7月27日發售
- SENSE or LOVE（日语：SENSE or LOVE）（Hey! Say! JUMP）2018年8月22日發售
- PARADE（日语：PARADE）（Hey! Say! JUMP）2019年10月30日發售
- Fab! -Music speaks.-（日语：Fab! -Music speaks.-）（Hey! Say! JUMP）2020年12月16日發售
- FILMUSIC!（日语：FILMUSIC!）（Hey! Say! JUMP）2022年8月24日發售
- PULL UP!（日语：PULL UP!）（Hey! Say! JUMP）2023年12月6日發售
- H⁺（Hey! Say! JUMP）2024年11月27日發售

### 精選輯
- Hey! Say! JUMP 2007-2017 I/O（Hey! Say! JUMP）2017年7月26日發售

### 數位EP
- P.U!（日语：P.U!）（Hey! Say! JUMP）2023年10月24日上線

### 演唱會DVD
- Hey! Say! JUMP 東京巨蛋出道演唱會（2008年4月30日發售）
- Hey! Say! Jump-ing Tour '08-'09（2009年4月29日發售）
- Hey!Say! 2010 TEN JUMP（2010年9月15日發售）
- SUMMARY 2010（2011年1月12日發售）
- SUMMARY 2011 in DOME（2012年3月7日發售）
- JUMP WORLD 2012（2012年11月7日發售）
- JOHNNYS' Worldの感謝祭 in TOKYO DOME（2013年8月14日發售）
- 全国へJUMPツアー2013（2013年11月13日發售）
- Hey! Say! JUMP LIVE TOUR 2014 smart（2015年2月18日發售）
- Hey! Say! JUMP LIVE TOUR 2015 JUMPing CARnival（2016年2月10日發售）
- Hey! Say! JUMP LIVE TOUR 2016 DEAR.（2017年4月26日發售）
- Hey! Say! JUMP I/Oth Anniversary TOUR 2017-2018（2018年6月27日發售）
- Hey! Say! JUMP LIVE TOUR SENSE or LOVE（2019年7月24日發售）
- Hey! Say! JUMP LIVE TOUR 2019-2020 PARADE（2020年8月5日發售）
- Hey! Say! JUMP Fab! -Live speaks.-（2021年7月31日發售）
- Hey! Say! JUMP 15th Anniversary LIVE TOUR 2022-2023（2023年7月12日發售）
- Hey! Say! JUMP LIVE TOUR 2023-2024 PULL UP!（2024年8月21日發售）
- Hey! Say! JUMP LIVE TOUR 2024-2025 H⁺（2025年7月30日發售）

### 演唱會
1. Hey! Say! JUMP デビュー&ファーストコンサート いきなり! in 東京ドーム（2007年12月22日）
2. Hey! Say! JUMP SPRING CONCERT 2008（2008年4月4日 - 2008年5月6日）
3. Hey! Say! Jump-ing Tour '08-'09（2008年12月20日 - 2009年1月5日）
4. Hey! Say! 7 CONCERT TOUR '09春（2009年3月21日 - 2009年3月25日）
5. Hey! Say! JUMP CONCERT TOUR '09春（2009年3月31日 - 2009年5月4日）
6. Hey! Say! サマーコンサート'09 JUMP天國（2009年7月23日 - 2009年8月27日）
7. Hey! Say! JUMP TENGOKU DOME 何が起こるかわからない!? 東京ドーム（2009年9月13日）
8. Hey! Say! JUMP WINTER CONCERT 09-10（2009年12月19日 - 2010年1月6日）
9. Hey! Say! 2010 TEN JUMP（2010年4月2日 - 2010年5月16日）
10. Hey! Say! JUMP「ありがとう」〜世界のどこにいても〜WINTER CONCERT 2010-2011（2010年12月25日 - 2011年1月16日）
11. Hey! Say! JUMP&「勇氣100%」全國ツアー（2011年4月10日 - 2011年5月29日）
12. Hey! Say! JUMP New Year Concert 2012（2012年1月2日 - 2012年1月7日）
13. Hey! Say! JUMP 東北スペシャルイベント（2012年4月25日）
14. Hey! Say! JUMP ASIA FIRST TOUR 2012 in Japan（2012年5月3日 - 2012年5月9日）
15. Hey! Say! JUMP ASIA FIRST TOUR 2012 in Hong Kong（2012年5月26日 - 2012年5月27日）
16. Hey! Say! JUMP ASIA FIRST TOUR 2012 in Taipei（2012年8月4日 - 2012年8月5日）
17. Hey! Say! JUMP TOUR 2012（2012年7月8日 - 2012年9月23日）
18. Hey! Say! JUMP - The First JUMP to Thailand 2013（2013年3月13日）
19. Hey! Say! JUMP 全国へ JUMPツアー2013（2013年4月13日 - 2013年8月23日）
20. Hey! Say! JUMP Live with Me in Tokyo Dome（2014年5月10日 - 2014年5月11日）
21. Hey! Say! JUMP LIVE TOUR 2014 smart（2014年8月2日 - 2014年10月13日）
22. Hey! Say! JUMP LIVE TOUR 2015 JUMPing CARnival（2015年7月25日 - 2015年10月12日）
23. Hey! Say! JUMP COUNTDOWN LIVE 2015-2016 JUMPing CARnival Count Down（2015年12月30日 - 31日）
24. Hey! Say! JUMP LIVE TOUR 2016 DEAR.（2016年7月28日 - 2016年11月3日）
25. Hey! Say! JUMP LIVE 2016-2017 DEAR.（2016年12月31日 - 2017年1月1日）
26. Hey! Say! JUMP I/Oth Anniversary Tour 2017（2017年8月11日 - 2017年10月15日）
27. Hey! Say! JUMP I/Oth Anniversary Tour 2017-2018（2017年12月8日 - 2018年1月1日）
28. Hey! Say! JUMP LIVE TOUR SENSE or LOVE（2018年8月31日 - 2019年1月20日）
29. Johnny's presents Hey! Say! JUMP LIVE 2019 in Taipei（2019年10月5日 - 6日）
30. Hey! Say! JUMP LIVE TOUR 2019-2020 PARADE（2019年11月29日 - 2020年1月13日）
31. Hey! Say JUMP Fab! -Live speaks-（2021年4月9日 - 11日）(此為線上演唱會)
32. Hey! Say! JUMP !dɒᖷ -Arena speaks.-（2021年11月28日 - 2022年1月30日）（因知念和伊野尾感染COVID-19，僅到1月16日）
33. Hey! Say! JUMP LIVE TOUR 2022 FILMUSIC!（2022年9月3日 - 10月23日）
34. Hey! Say! JUMP 15th Anniversary LIVE TOUR 2022-2023（2022年12月17日 - 2023年1月15日）
35. Hey! Say! JUMP LIVE TOUR 2023→2024 PULL UP!（2023年12月23日 - 2024年1月14日）
36. WE ARE! Let's get the party STARTO!!(2024年4月10日 東京･東京ドーム.5/29-5/30 大阪･京セラドーム大阪)
37. Hey! Say! JUMP Special Live〜 JUMParty 2024-2025 〜（2024年12月31日）
38. Hey! Say! JUMP LIVE TOUR 2024-2025 H⁺（2024年12月14日 - 2025年2月9日）

### 舞台劇
- 2008年 SUMMARY 2008（2008年8月2日 - 8月31日）
- 2010年 SUMMARY 2010（2010年7月19日 - 8月29日）
- 2011年 SUMMARY 2011（2011年8月7日 - 2011年9月11日）
- 2011年 Hey! Say! JUMP さよなら夏休み! SUMMARYスペシャル（2011年9月18日，24・25日）

### 寫真集
- Hue I am（2025年8月6日發行、集英社)

## 獎項

### 大型頒獎禮獎項
| 年份 | 頒獎/機構          | 獎項                      | 角色                 | 結果 |
| 2016 | 上海國際電影電視節 | 最佳新人男演員 紅的告別式 | 白木蓮吾（鈴木真吾） | 提名 |

### 其他
| 年份 | 頒獎/機構          | 獎項                                      | 投票結果  | 結果 | 備註   |
| 2017 | 日本ジーンズ協議会 | Best-Jeanist 一般選出部門（男性部門）一位 | 28,379票  | 獲獎 |        |
| 2018 | 日本ジーンズ協議会 | Best-Jeanist 一般選出部門（男性部門）一位 | 60,313票  | 獲獎 |        |
| 2019 | 日本ジーンズ協議会 | Best-Jeanist 一般選出部門（男性部門）一位 | 126,853票 | 獲獎 | 殿堂級 |

## 相關項目
- 傑尼斯事務所
- Johnny's Jr.
- J.J.Express（日语：J.J.Express）
- small but BIG 4（日语：small but BIG）
- Tap Kids（日语：Tap Kids）
- Hey! Say! 7（日文版）
- Hey! Say! JUMP（日文版）